# Jose Mauri
José Agustin Mauri zkráceně Jose Mauri (16. květen 1996, Realicó, Argentina) je argentinský fotbalový záložník. Momentálně hraje v argentinském klubu Sarmiento. Reprezentoval Italskou reprezentaci do 16 a 17 let.

## Přestupy
- z Parma FC do AC Milán zadarmo
- z AC Milán do CA Talleres zadarmo

## Statistiky
| Sezóna                | Klub                  | Liga                  | Liga   | Liga | Domácí poháry | Domácí poháry | Domácí poháry | Kontinentální poháry | Kontinentální poháry | Kontinentální poháry | Celkem | Celkem |
| Sezóna                | Klub                  | Soutěž                | Zápasy | Góly | Soutěž        | Zápasy        | Góly          | Soutěž               | Zápasy               | Góly                 | Zápasy | Góly   |
| --------------------- | --------------------- | --------------------- | ------ | ---- | ------------- | ------------- | ------------- | -------------------- | -------------------- | -------------------- | ------ | ------ |
| 2013/14               | Parma                 | Serie A               | 2      | 0    | IP            | 1             | 0             | -                    | 0                    | 0                    | 3      | 0      |
| 2014/15               | Parma                 | Serie A               | 33     | 2    | IP            | 0             | 0             | -                    | 0                    | 0                    | 33     | 2      |
| Celkem za Parma       | Celkem za Parma       | Celkem za Parma       | 34     | 2    | -             | 1             | 0             | -                    | 0                    | 0                    | 35     | 2      |
| 2015/16               | Milán                 | Serie A               | 5      | 0    | IP            | 5             | 0             | -                    | 0                    | 0                    | 10     | 0      |
| 2016/17               | Empoli                | Serie A               | 14     | 0    | IP            | 1             | 0             | -                    | 0                    | 0                    | 15     | 0      |
| 2017/18               | Milán                 | Serie A               | 1      | 0    | IP            | 0             | 0             | EL                   | 3                    | 0                    | 4      | 0      |
| 2018/19               | Milán                 | Serie A               | 5      | 0    | IP+IS         | 0+0           | 0             | EL                   | 2                    | 0                    | 7      | 0      |
| Celkem za Milán       | Celkem za Milán       | Celkem za Milán       | 11     | 0    | -             | 5             | 0             | -                    | 5                    | 0                    | 21     | 0      |
| 2019/20               | Talleres              | Primera División      | 11     | 0    | AP+AS         | 0+1           | 0             | -                    | 0                    | 0                    | 12     | 0      |
| 2021                  | Talleres              | Primera División      | 0      | 0    | AP+AS         | 0+4           | 0             | JAP                  | 3                    | 0                    | 7      | 0      |
| Celkem za Talleres    | Celkem za Talleres    | Celkem za Talleres    | 11     | 0    | -             | 5             | 0             | -                    | 3                    | 0                    | 19     | 0      |
| 2021                  | Kansas City           | MLS                   | 9      | 1    | -             | 0             | 0             | -                    | 0                    | 0                    | 9      | 1      |
| 2022                  | Kansas City           | MLS                   | 1      | 0    | -             | 0             | 0             | -                    | 0                    | 0                    | 1      | 0      |
| Celkem za Kancas City | Celkem za Kancas City | Celkem za Kancas City | 10     | 1    | -             | 0             | 0             | -                    | 0                    | 0                    | 10     | 1      |
| 2023                  | Sarmiento             | Primera División      | ?      | ?    | AP+AS         | ?             | ?             | -                    | ?                    | ?                    | ?      | ?      |
| Celkově               | Celkově               | Celkově               | 80     | 3    | -             | 12            | 0             | -                    | 8                    | 0                    | 100    | 3      |